# Споменик НОБ-а (светионик) на Дунаву
Споменик НОБ-а (светионик) на Дунаву у Сурдуку спада у непокретно културно добро, које је на основу Одлуке Завода за заштиту споменика културе Сремска Митровица 1976. године добило статус знаменитог места. Аутор споменика је југословенски и српски вајар и скулптор Јован Солдатовић (1920-2005) из Новог Сада. 
На Градини, са које се простире поглед на другу обалу Дунава и бесконачну ширину банатске равнице, данас стоји спомен-обелиск који подсећа на збивања из историје Другог светског рата. Током рата, веза Срема и Баната за пребацивање партизана и родољуба одржавала се баш на том месту испод Градине.